# Adán Gordón
Adán Gordón (Taboga, 21 gennaio 1906 – 8 marzo 1966) è stato un nuotatore panamense.
È stato l'unico rappresentante di Panama ai giochi di Amsterdam 1928, le prime per il paese. Gordón ha preso parte a due gare a stile libero: nei 100 m e nei 400 m, venendo in entrambi i casi eliminato al primo turno.